# Einar Torgersen
Einar Torgersen (født 24. august 1886 i Drammen, død 9. september 1946 smst) var en norsk sejler, som deltog i OL 1920 i Antwerpen.
Torgersen var ved OL 1920 i Antwerpen med i båden Marmi II i 6-meter klassen (1907-regler) sammen med Leif Erichsen og Andreas Knudsen. Der deltog fire både i klassen, to belgiske og to norske. Den belgiske båd Edelweiss II vandt konkurrencen med fem point, mens Marmi II tog sølvet med syv point foran landsmændene i Stella og belgiske Suzy, begge med ni point.